# Rezerwat przyrody Rudka Sanatoryjna
Rezerwat przyrody „Rudka Sanatoryjna” o lokalnej nazwie „Rudka” – rezerwat przyrody powołany Zarządzeniem Ministra LiPD z dnia 25 sierpnia 1964 r. (MP nr 62, poz. 288) na powierzchni 125,64 ha (obecnie podawana wielkość to 125,72 ha). Położony jest w gminie Mrozy (powiat miński, woj. mazowieckie), w leśnictwie Pełczanka (Nadleśnictwo Mińsk).

## Cel ochrony
Celem ochrony rezerwatu jest zachowanie ze względów naukowych i dydaktycznych fragmentu lasu mieszanego z udziałem jodły na północno-wschodniej granicy naturalnego jej zasięgu.

## Klasyfikacja rezerwatu
Według obowiązujących kryteriów rozporządzenia Ministra Środowiska z 30 marca 2005 r. w sprawie rodzajów, typów i podtypów rezerwatów przyrody (Dz. U. z 2005 r. Nr 60, poz. 533), pod względem rodzaju, rezerwat Rudka Sanatoryjna jest rezerwatem leśnym (L). Dalej, ze względu na dominujący przedmiot ochrony rezerwat można zaklasyfikować jako: typ – fitocenotyczny (PFi), podtyp – zbiorowisk leśnych (zl). Natomiast ze względu na główny typ ekosystemu, jako rezerwat leśny i borowy (EL), podtyp – lasów nizinnych (lni).

## Walory przyrodnicze
Podstawowym walorem rezerwatu jest fragment lasu z udziałem jodły pospolitej w składzie drzewostanu na siedliskach grądu subkontynentalnego (Tilio-Carpinetum) i kontynentalnego boru mieszanego (Querco-Pinetum). Na uwagę zasługują też wartościowe drzewostany z udziałem wiekowej sosny zwyczajnej i dębu szypułkowego. Aktualnie udział jodły w drzewostanach rezerwatu jest znikomy – rzadko wchodzi w skład drzewostanów, występując najczęściej pojedynczo lub miejscami osiągając maksymalnie 40%-owy udział w składzie drzewostanów. Rzadko spotykana jest także w niższych warstwach. Na terenie rezerwatu gatunek ten odnawia się stosunkowo słabo, jedynie w niektórych oddziałach leśnych. Brak jest ciągłości pokoleniowej gatunku poprzez brak drugiego piętra i podrostu z udziałem jodły, co może wskazywać, iż siewki jodły przegrywają konkurencję z typowymi gatunkami grądowymi, zwłaszcza z grabem.
Z grupy gatunków chronionych na terenie rezerwatu wymienić występuje lilia złotogłów (Lilium martagon), liczniej natomiast reprezentowana jest grupa gatunków częściowo chronionych, spośród których na terenie rezerwatu występują: gnieźnik leśny (Neottia nidus-avis), miodownik melisowaty (Melittis melissophyllum), orlik pospolity (Aquilegia vulgaris), pomocnik baldaszkowaty (Chimaphila umbellata), wawrzynek wilczełyko (Daphne mezereum), widlak goździsty (Lycopodium clavatum), turówka leśna (Hierochloë australis) oraz grupa gatunków rzadkich, do których należą: barwinek pospolity (Vinca minor), przylaszczka pospolita (Hepatica nobilis), bluszcz pospolity (Hedera helix), łuskiewnik różowy (Lathraea squamaria), rutewka orlikolistna (Thlictrum aquilegifolium), turzyca orzęsiona (Carex pilosa) i wyka kaszubska (Vicia cassubica).

## Sanatorium przeciwgruźlicze
W 1899 r. inicjatywa budowy sanatorium w Rudce postawiona przez dr. Teodora Dunina uzyskała pełne poparcie i w 1902 r. na gruntach ofiarowanych przez księcia Stanisława Lubomirskiego przystąpiono do budowy. Uroczyste otwarcie pierwszego skrzydła sanatorium odbyło się 29.11.1908 r. Przez dzisiejsze oddz. 80, 82, 84, 86 przebiegał tramwaj konny dowożący chorych. Torowisko zlikwidowano, a ścieżka z Mrozów do szpitala pozostała. Korzystanie przez ludność z tej ścieżki nie ma wpływu na drzewostany.
W 2011 wznowiono kursowanie tramwaju konnego pomiędzy stacją PKP a dawnym Sanatorium (obecnie Samodzielny Specjalistyczny Zespół Zakładów Opieki Zdrowotnej im. dr. Teodora Dunina z siedzibą w Rudce).